# Onderwijsinspectie (Vlaanderen)
De Vlaamse onderwijsinspectie is door de Vlaamse overheid belast met de controle op de kwaliteit van het onderwijs. Niet te verwarren met de onderwijsverificatie, belast met de controle op het naleven van de (subsidie-)voorwaarden. 

De dienst is ingedeeld volgens onderwijsniveau:
- basisonderwijs
- secundair onderwijs
- centra voor leerlingenbegeleiding
- deeltijds kunstonderwijs
- volwassenenonderwijs

Daarnaast is de "levensbeschouwelijke inspectie" een meer gerichte dienst voor de inrichting van de levensbeschouwelijke vakken (godsdienst, zedenleer,...).
De onderwijsinspectie evolueerde van een controlerende en sanctionerende instantie meer en meer naar een dienst voor ondersteuning van de scholen. De onderwijsinspectie heeft de plicht de pedagogische opties, de eigenheid en de autonomie van elke school te respecteren. Zo treedt ze ook meer en meer op als een "team" bij schoolbezoeken. Niet één onderwijsinspecteur komt zijn vak inspecteren, maar een hele groep bezoekt enkele dagen een school, in onderwijsjargon de "doorlichting" genoemd. De onderwijsinspectie hanteert daarbij het "zelfevaluatierapport" (eigenlijk een uitgebreide vragenlijst van de inspectie) dat de school vooraf heeft opgesteld.
De wettelijk basis voor de onderwijsinspectie is het Kwaliteitsdecreet van 8 mei 2009. Jaarlijks wordt een stand van zaken van het Vlaamse onderwijs gepubliceerd in de zogenaamde "Onderwijsspiegel".
De dienst is gevestigd op de hoofdzetel (Hendrik Consciencegebouw) van het Vlaams Ministerie van Onderwijs en Vorming aan de Albert II-laan in Brussel.